# Сильванер
Сильва́нер (нем. Silvaner или Grüner Silvaner) — автохтонный винный сорт винограда, используемый для производства белых вин. Происходит с северо-западной части Паннонской равнины, распространён преимущественно в Германии, Австрии и Моравии. Сильванер при хорошем созревании и не слишком высоком урожае даёт гармоничные вина с тонкой кислотностью и нежным букетом.

## История
Возник при скрещивании Траминера и редкого ныне сорта Австрийский белый. 
До начала генетических исследований существовали другие, ныне отвергнутые теории о территории происхождения сорта. Благодаря названию, происходящему от латинского слова silva, что в переводе на русский значит лес, и созвучному с Трансильванией, именно эта область в старину считалась родиной Сильванера. По другим версиям, также опровергнутым, сорт мог происходить с берегов Дуная, с Балкан, с Закавказья или даже с территории Курдистана.
В документах сорт впервые упомянут 5 или 6 апреля 1659 года в графстве Кастелль, и в 2009 году в Германии торжественно отмечался юбилей «350 лет лозы Сильванер». По другой версии, Сильванер впервые был упомянут в 1665 году аббатом монастыря Эбрах 
Альберихом Дегеном под именем Östareiche Rebe. В том же, 1665 году, Деген начал культивировать сорт на винограднике Штайн.
В фолк-хистори существует иная версия о первом упоминании. Якобы Плиний Старший упоминал сорт в своей «Естественной истории», и, таким образом, первое документальное свидетельство о сорте сдвигается к 1 веку н.э. В более осторожной формулировке утверждается, что он упоминал неизвестный сорт, происходящий из Паннонии, и обладающий схожими свойствами. В профильной литературе эту версию всерьёз не рассматривают, но из-за её привлекательности она сравнительно часто упоминается в туристических брошюрах и в популярной литературе.
Селекционная работа с лозой сильванера начата в 1876 году под руководством Густава Адольфа Фрёлиха, который и выделил самые продуктивные клоны. Неожиданно, после проверки урожая энологом Отто Сарториусом, оказалось, что эти наиболее продуктивные клоны дают отличный виноматериал. Это быстро вывело Сильванер в лидеры среди сортов немецкого технического винограда.
В 1960-е и 1970-е годы сильванер являлся ведущим сортом Германии, занимая более 30 % площади земель, на которых выращивался виноград. Служил основой для популярного в то время вина «Молоко любимой женщины». Падение популярности этого вина привело к снижению возделывания сильванера в Германии. В соседнем винодельческом регионе Франции, Эльзасе, также наблюдается сокращение его посадок. Даже на родине, в Австрии, сорт был вытеснен более перспективным и более устойчивым к болезням Грюнер Вельтлинером. Положение сорта на родине ухудшило ещё и то, что сорт не оказался пригодным для выращивания по системе Мозера, известной на территории бывшего СССР, как «широкорядная культура винограда».

## География
По состоянию на 2019 год сильванер возделывается в таких винопроизводящих регионах Германии, как Рейнгессен (2098 гектаров), Франкония (1522 га), Пфальц (549 га).
Второй по важности регион, где культивируют сорт, это французский Эльзас. В нём по состоянию на 2012 году сильванером было занято 1446 гектаров, но из года в год эта площадь снижается.
В меньших объёмах сорт культивируют в Швейцарии (246 га), Хорватии (195 га), Чехии (176 га на 2020 год), в итальянском Южном Тироле (113 га), Словении (105 га), Молдове (98 га), Украине (около 70 га).
Интересный факт, но в Австрии, стране происхождения, сорт практически не культивируется. На 2012 год им было занято около 44 га, в основном в Нижней Австрии.

## Потомки

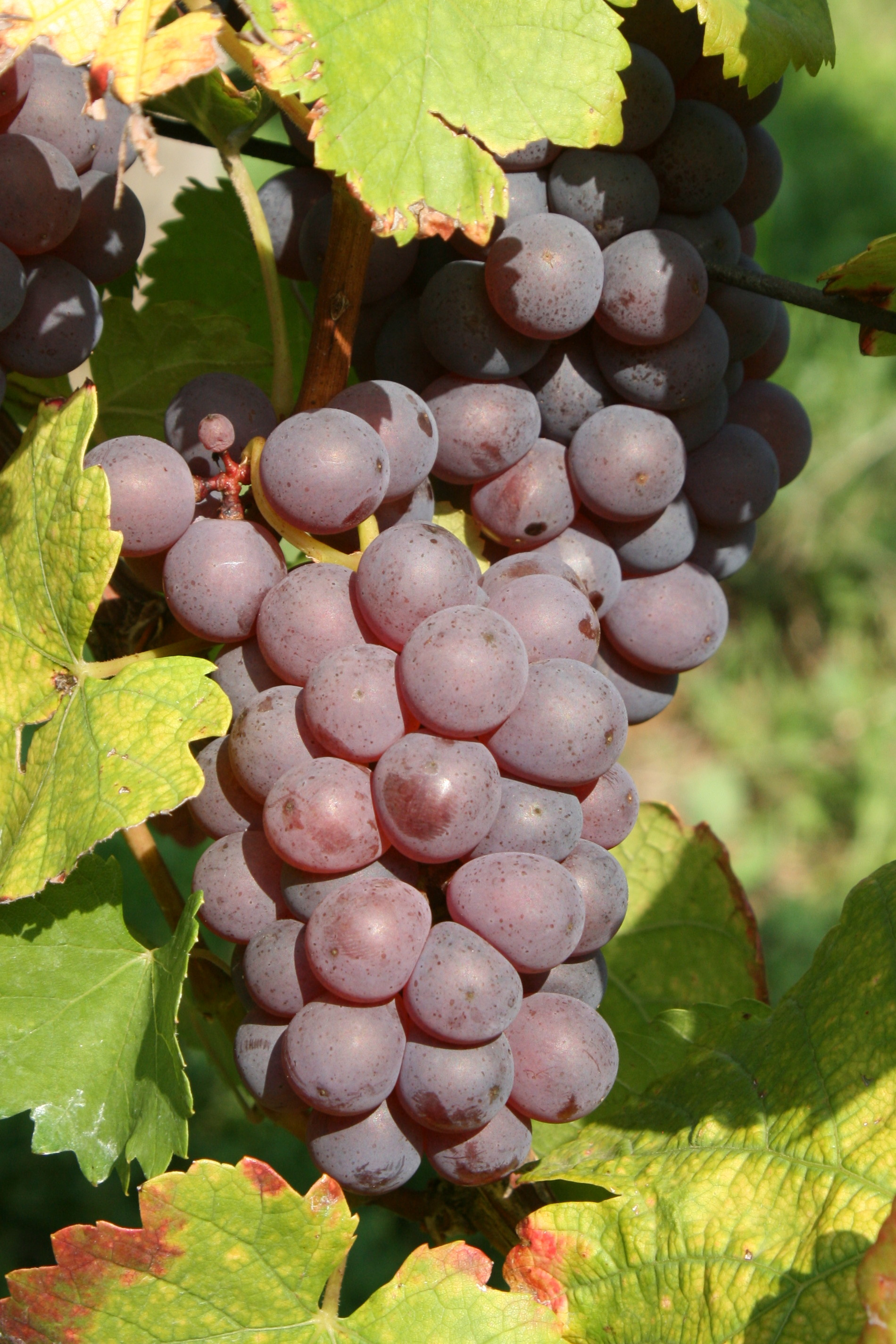
Schwarzer Silvaner, цветовая мутация сорта Сильванер

Сильванер обладает популярностью среди немецких и центральноевропейских селекционеров винограда. Некоторые сорта, выведенные с его помощью:
- Букеттрауб  = Сильванер × Троллингер, выведен Себастьяном Энглертом.
- Глория  = Сильванер × Мюллер-тургау, выведен Петером Морио[нем.] с коллегами.
- Диана  = Сильванер × Мюллер-тургау, выведен Петером Морио[нем.] с коллегами.
- Зильхер  = Кернер × Сильванер, выведен Августом Герольдом в 1951 году.
- Канцлер  = Мюллер-тургау × Сильванер, выведен Георгом Шоем в 1927 году.
- Кочиш Жужа  = Рислинг × Сильванер.
- Морио Мускат[англ.]  = Сильванер × Мускат белый, выведен Петером Морио[нем.] в 1928 году.
- Ноблинг  = Сильванер × Шасла белая, выведен Иоганнесом Циммерманом в 1940 году.
- Остайнер = Рислинг × Сильванер, выведен Генрихом Бирком в 1929 году.
- Португизер  = Блау Цимметтраубе × Сильванер.
- Рисланер  = Сильванер × Рислинг, выведен Августом Зиглером в 1921 году.
- Сиси  = Сильванер × Зигерребе, выведен Гансом Брейдером[нем.] в 1948 году.

Существуют цветовые мутации сорта - розовокожий Roter Silvaner и красно-синий Blauer Silvaner, который иногда также называют Roter Silvaner или Schwarzer Silvaner. Последний районирован в винодельческом регионе Вюртемберг.

## Основные характеристики
Кусты среднерослые.
Листья средние, округлые, среднерассеченные, трех- или реже пятилопастные, светло-зелёные, сверху гладкие, снизу со слабым щетинистым опушением. Черешковая выемка глубокая, открытая, лировидная, с острым дном. Цветок обоеполый. Грозди средние, цилиндрические или цилиндроконические, плотные. Ягоды средние, округлые, светло-зелёные, покрытые тёмными точками. Кожица непрочная. Мякоть сочная, тающая. Вызревание побегов хорошее. Сорт ранне-среднего периода созревания. Период от начала распускания почек до съемной зрелости ягод составляет 140 дней при сумме активных температур 2700—2800°С. Урожайность высокая, 70-90 Ц/га.
Сорт морозоустойчив. Устойчивость к засухе хорошая. Устойчивость к серой гнили средняя. Устойчивость к оидиуму высокая[уточнить].

## Использование
Виноград можно использовать как технический, для производства белых вин, так и как столовый сорт.
Аромат, вкус и «характер» вина из сильванера сильно зависит от терруара, но в целом из сорта получаются нейтральные мягкие вина с травянистыми, ягодно-фруктовыми и цитрусовыми тонами. Кислотность не очень высока, например, ниже, чем у рислинга, но она лучше заметна из-за некоторого недостатка «тела» и «структуры» вина.
Во Франконии вина, выращенные на глинисто-известняковых почвах, не отличаются сильным ароматом и, как правило, обладают умеренной кислотностью. Они сухие, минеральные, иногда землистые, насыщенные и полнотелые. Особенно рекомендуется обратить внимание на вина в боксбойтелях с виноградников Штайн или Кастелль.
Вина из Рейнгессена, как правило, обладают чуть более выраженными «зелёными», «травянистыми» и «листовыми» ароматами, чем отличаются от вин из Франконии.
В Эльзасе вина из сильванера выделяются кислотностью на фоне вин из пино-блан или оксеруа блан. Они полнотелые, с фруктовыми нотами.

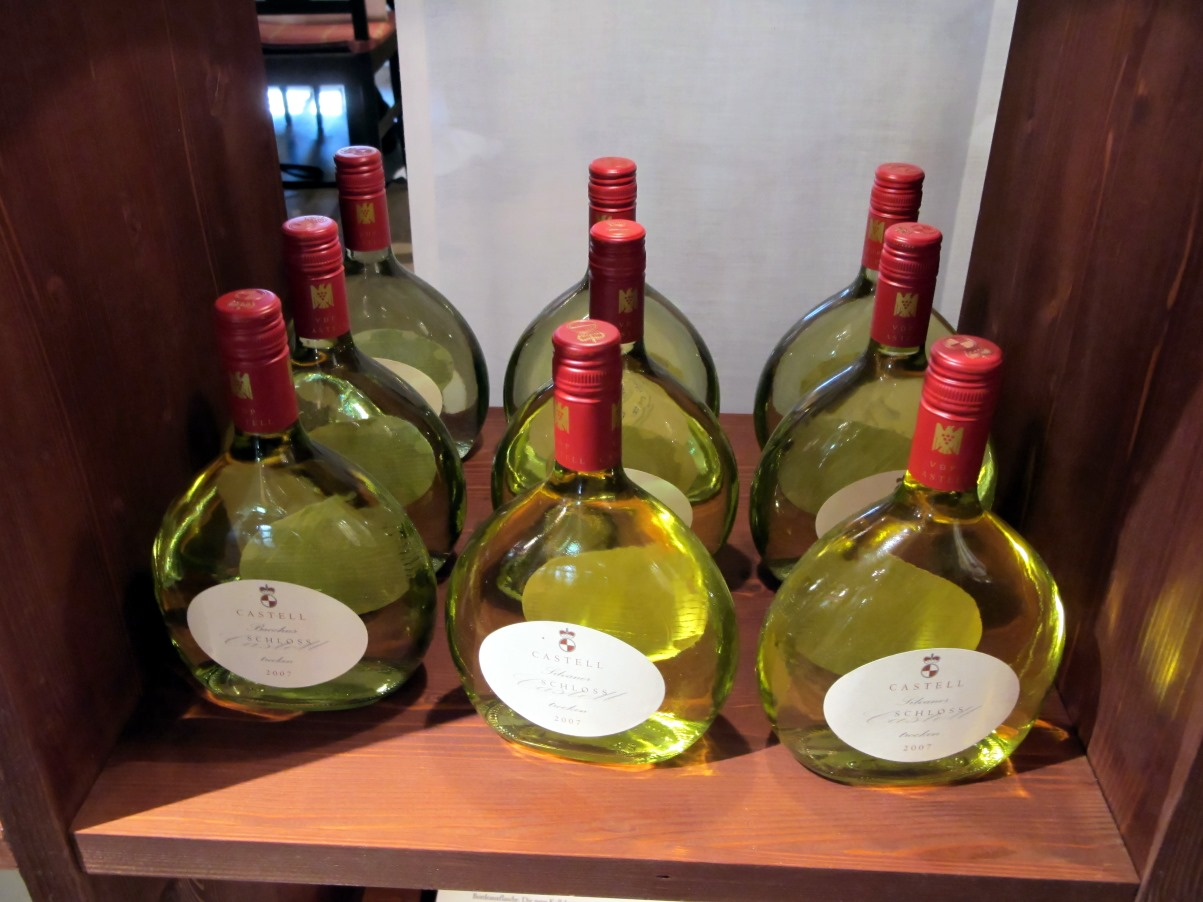
Боксбойтели c сильванером из Кастелля
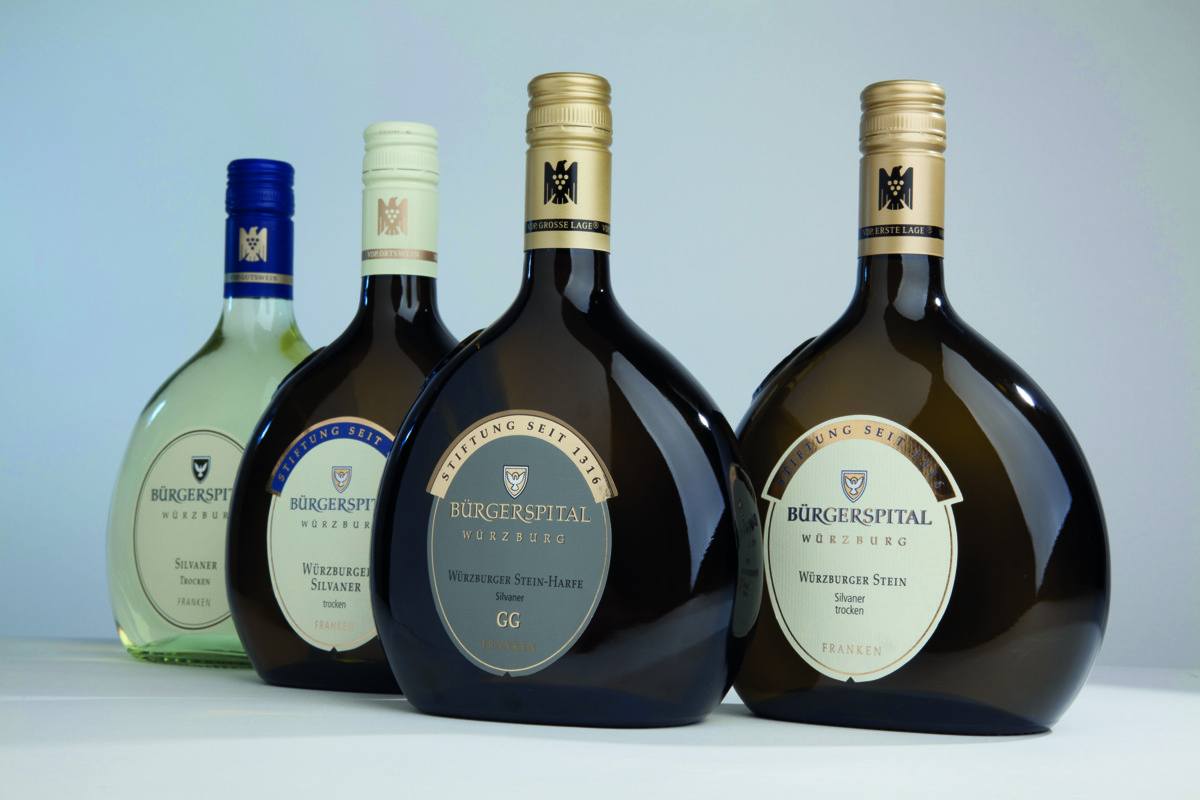
Боксбойтели c сильванером из виноградника Штайн

## Синонимы
Как многие старые сорта, обладает огромным количеством синонимов. В базе VIVC приводится полторы сотни названий, среди которых:
Augustiner Weiß, Bálint, Beregi Szilvani, Bötzinger, Cynifadl Zeleny, Cynifal, Cynifal Zeleny, Feuille Ronde, Fliegentraube, Franken, Frankenriesling, Frankentraube, Gamay Blanc, Gros Plant du Rhin, Gros Rhin, Gros Riesling, Grünedel, Grüner, Grüner Silvaner, Grüner Zierfandler, Johannisberg, Österreicher, Österreichisch, Pepitraube, Pepltraube, Picardon Blanc, Roter Silvaner, Salfin, Salfin Belyi, Salfine Bely, Schönfeilner, Silvain Vert, Silvanac Zeleni, Silvanai Zeleni, Sonoma Riesling, Sylvaner, Sylvaner Verde, Sylvánské Zelené, Sylvánské Zelené, Zeleni Silvanec, Zierfandler, Zöld Szilváni.